# Clematis subumbellata
Clematis subumbellata là một loài thực vật có hoa trong họ Mao lương. Loài này được Kurz mô tả khoa học đầu tiên năm 1870.